# Maloarchangel'skij rajon
Il Maloarchangel'skij rajon (in russo Малоархангельский район?) è un rajon (distretto) dell'Oblast' di Orël, nella Russia europea; il capoluogo è Maloarchangel'sk. Istituito il 1966, ricopre una superficie di 754,3 chilometri quadrati e consta di una popolazione di circa 12.000 abitanti.